# Audi A7
El Audi A7 Sportback es un automóvil Liftback de cinco puertas producido por Audi AG. Se basa en la misma plataforma que el Audi A6 y actualmente compite de manera concurrente con otros automóviles Liftback de alta gama como lo son el Mercedes-Benz CLS y el BMW Serie 6 Gran Cupé.
La primera generación, el A7 C7, se produjo desde el verano de 2010. En octubre de 2017 la oferta evolucionó con la segunda generación: el A7 C8, que estuvo disponible en los concesionarios desde febrero de 2018.

## Diseño e historia del modelo

### Audi Sportback concept (2009)

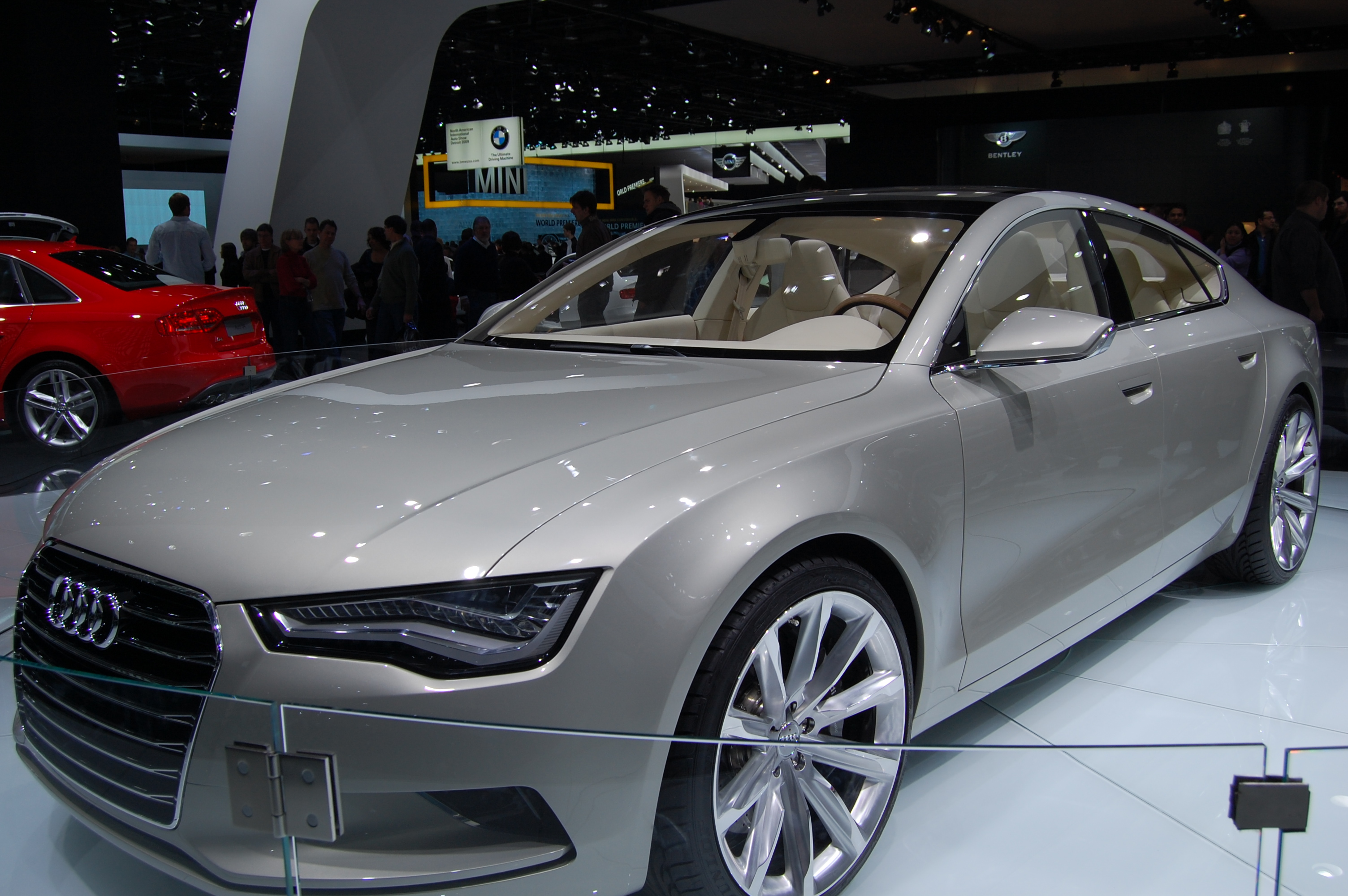
Audi Sportback concept (Prototipo del A7)

El Audi Sportback concept es un vehículo concepto potenciado por un motor a diésel limpio TDI V6 de 3 litros que entrega 225 PS y 550 Nm de torque. Presenta una transmisión S tronic de 7 velocidades, sistema de tracción integral quattro, suspensión frontal de cinco articulaciones, amortiguadores de impacto con control de atenuación continuo, aceleración electromecánica, frenos de disco cerámicos, calipers de freno de aluminio monobloque de 6 pistones frontales, calipers flotantes traseros y neumáticos de 21 pulgadas.
El vehículo se presentó en 2009 en el Salón del Automóvil del Detroit de 2009. La cabina permaneció casi sin cambios del concepto a la serie de lo que terminó siendo el A7.
El A7 se presentó como vehículo de serie en la Pinakothek der Moderne en Múnich el 27 de julio de 2010. y la presentación de apertura formal en el Salón del Automóvil de París de 2010.
La parte trasera del Audi A7 recuerda a la del Audi 100 Coupé S construido desde mediados de 1970 hasta el verano de 1976. El vehículo presenta un coeficiente de arrastre de 0.28 y un alerón trasero de apertura automática superados los 140 km/h.

## Audi A7 C7 (2010-2018)
El Audi A7 C7 (denominación interna 4G) es un vehículo de lujo Liftback cinco puertas producido por Audi. Tiene la misma plataforma que el Audi A6 C7.

### Equipamiento
Audi equipó por primera vez un head-up display opcional en el A7; éste proyecta indicaciones del sistema de navegación así como la velocidad en el parabrisas. El tablero de instrumentos dispone de una pantalla central con monitor de 6.5"; que es parte del sistema de infoentretenimiento MMI de Audi.

### Rediseño
En mayo de 2014 se presentó una modificación al Audi A7. Se distingue sobre todo en el frente por unos faros reducidos, una parrilla más ancha, así como unos parachoques diferentes. Por detrás cambia el arte gráfico de las luces y hay un diseño diferente para el faldón trasero. Los embellecedores pulidos ahora tienen un diseño rectangular en vez de redondo y las luces traseras tienen las llamadas luces direccionales dinámicas como equipamiento de serie. Vienen faros led también como equipamiento estándar (Tecnología Matrix led opcional). Aparte de nuevos colores para la carrocería y diseño de llantas, el interior cuenta con otros materiales, más elementos cromados adicionales así como una nueva palanca selectora automática.
Con el A7 se presentó el Audi MMI con procesador Tegra 3 y acceso a internet con Long Term Evolution.
Los motores se renovaron y obtuvieron más rendimiento. Por vez primera hubo un motor cuatro cilindros en el A7, que sustituyó al antiguo motor 2.8 FSI. Para los modelos con tracción delantera se cambió la multitronic con una nueva y evolucionada S-tronic de 7 marchas. Con algunos motores se utilizó un sistema especial de frenos de construcción ligera.
|                               |
| Audi A7 Sportback (2014–2018) |

|               |
| Vista trasera |

|                     |
| Cabina con Audi MMI |

|                               |
| Audi S7 Sportback (2014–2018) |

|               |
| Vista trasera |

### Motorizaciones
El vehículo se fabrica con tres motorizaciones dos de ellas de gasolina siendo estas la 2.8 FSI S tronic de 204 cv y la 3.0 TFSI S tronic de 310 cv y una diésel siendo esta la 3.0 TDI con 4 configuraciones posibles desde los 204 hasta los 313 cv. con cambio S tronic o tiptronic. El motor 2.8 FSI y el 3.0 TDI están disponibles tanto con tracción delantera como con tracción integral, denominada comercialmente quattro por Audi. El volumen de su maletero es de 535 litros.
| Motores de gasolina            | Motores de gasolina              | Motores de gasolina                     | Motores de gasolina         | Motores de gasolina                  | Motores de gasolina                  | Motores de gasolina                  | Motores de gasolina                  | Motores de gasolina                  | Motores de gasolina                  | Motores de gasolina                  | Motores de gasolina |
|                                | 1.8 TFSI                         | 2.0 TFSI                                | 2.8 FSI                     | 3.0 TFSI                             | 3.0 TFSI                             | 3.0 TFSI                             | 4.0 TFSI (S7)                        | 4.0 TFSI (S7)                        | 4.0 TFSI (RS7)                       | 4.0 TFSI (RS7 Performance)           |                     |
| ------------------------------ | -------------------------------- | --------------------------------------- | --------------------------- | ------------------------------------ | ------------------------------------ | ------------------------------------ | ------------------------------------ | ------------------------------------ | ------------------------------------ | ------------------------------------ | ------------------- |
| Periodo                        | 2015-presente                    | 2014-2016                               | 2010-2014                   | 2010-2012                            | 2012-2014                            | 2014-2016                            | 2012-2014                            | 2014-presente                        | 2013-presente                        | 2015-presente                        |                     |
| Tipo de motor                  | L4 16v, inyección directa, turbo | L4 16v, inyección directa, turbo        | V6 24v, inyección directa   | V6 24v, inyección directa, compresor | V6 24v, inyección directa, compresor | V6 24v, inyección directa, compresor | V8 32v, inyección directa, biturbo   | V8 32v, inyección directa, biturbo   | V8 32v, inyección directa, biturbo   | V8 32v, inyección directa, biturbo   |                     |
| Diámetro x carrera             | 82,5 mm × 84,1 mm                | 82,5 mm × 92,8 mm                       | 84,5 mm × 82,4 mm           | 84,5 mm × 89,0 mm                    | 84,5 mm × 89,0 mm                    | 84,5 mm × 89,0 mm                    | 84,5 mm × 89,0 mm                    | 84,5 mm × 89,0 mm                    | 84,5 mm × 89,0 mm                    | 84,5 mm × 89,0 mm                    |                     |
| Cilindrada                     | 1798 cm³                         | 1984 cm³                                | 2773 cm³                    | 2995 cm³                             | 2995 cm³                             | 2995 cm³                             | 3993 cm³                             | 3993 cm³                             | 3993 cm³                             | 3993 cm³                             |                     |
| Relación de compresión         | 9.6: 1                           | 9.6: 1                                  | 12.8: 1                     | 10.3: 1                              | 10.3: 1                              | 10.8: 1                              | 10.1: 1                              | 10.1: 1                              | 10.1: 1                              | 9.3: 1                               |                     |
| Potencia máxima: CV (kW) @ rpm | 190 CV (140 kW) @ 4200-6200      | 252 CV (185 kW) @ 5000-6000             | 204 CV (150 kW) @ 5250-6250 | 300 CV (220 kW) @ 5250-6500          | 310 CV (228 kW) @ 5500-6500          | 333 CV (245 kW) @ 5300-6500          | 420 CV (309 kW) @ 5500-6400          | 450 CV (331 kW) @ 5800-6400          | 560 CV (412 kW) @ 5700-6600          | 605 CV (445 kW) @ 6100-6800          |                     |
| Par máximo: Nm @ rpm           | 320 Nm @ 1400-4100               | 370 Nm @ 1600-4500                      | 280 Nm @ 3000-5000          | 440 Nm @ 2900-4500                   | 440 Nm @ 2900-4500                   | 440 Nm @ 2900-5300                   | 550 Nm @ 1400-5200                   | 550 Nm @ 1400-5200                   | 700 Nm @ 1750-5700                   | 700 Nm @ 1750-6000                   |                     |
| Tracción                       | Delantera                        | Delantera                               | Delantera / Total (Quattro) | Total (Quattro)                      | Total (Quattro)                      | Total (Quattro)                      | Total (Quattro)                      | Total (Quattro)                      | Total (Quattro)                      | Total (Quattro)                      |                     |
| Transmisión                    | Automática, 7 velocidades        | Multitronic / Automática, 7 velocidades | Automática, 7 velocidades   | Automática, 7 velocidades            | Automática, 7 velocidades            | Automática, 7 velocidades            | Automática, 7 velocidades            | Automática, 7 velocidades            | Automática, 8 velocidades            | Automática, 8 velocidades            |                     |
| Peso                           | 1705 kg                          | 1730 kg                                 | 1735-1805 kg                | 1860 kg                              | 1860 kg                              | 1885 kg                              | 2020 kg                              | 2030 kg                              | 1995-2005 kg                         | 2005 kg                              |                     |
| Aceleración 0–100 km/h         | 8.2 s                            | 6.9 s                                   | 7.9-8.3 s                   | 5.6 s                                | 5.6 s                                | 5.3 s                                | 4.7 s                                | 4.6 s                                | 3.9 s                                | 3.7 s                                |                     |
| Velocidad máxima               | 229 km/h                         | 250 km/h (Limitada electrónicamente)    | 235 km/h                    | 250 km/h (Limitada electrónicamente) | 250 km/h (Limitada electrónicamente) | 250 km/h (Limitada electrónicamente) | 250 km/h (Limitada electrónicamente) | 250 km/h (Limitada electrónicamente) | 250 km/h (Limitada electrónicamente) | 250 km/h (Limitada electrónicamente) |                     |
| Consumo combinado (L/100 km)   | 5.8                              | 5.9                                     | 7.4-8.0                     | 8.2                                  | 8.2                                  | 7.6                                  | 9.6                                  | 9.3                                  | 9.5-9.8                              | 9.5                                  |                     |

| Periodo                        | 2015-presente                    | 2015-presente                    | 2010-2014                               | 2014-presente                    | 2014-presente                    | 2010-2014                            | 2011-2014                            | 2014-presente                        | 2011-2014                                       | 2014-presente                                   | 2014-presente                                   |
| Tipo de motor                  | V6 24v, inyección directa, turbo | V6 24v, inyección directa, turbo | V6 24v, inyección directa, turbo        | V6 24v, inyección directa, turbo | V6 24v, inyección directa, turbo | V6 24v, inyección directa, turbo     | V6 24v, inyección directa, turbo     | V6 24v, inyección directa, turbo     | V6 24v, inyección directa, Common-Rail, biturbo | V6 24v, inyección directa, Common-Rail, biturbo | V6 24v, inyección directa, Common-Rail, biturbo |
| Diámetro x carrera             | 83,0 mm x 91,4 mm                | 83,0 mm x 91,4 mm                | 83,0 mm x 91,4 mm                       | 83,0 mm x 91,4 mm                | 83,0 mm x 91,4 mm                | 83,0 mm x 91,4 mm                    | 83,0 mm x 91,4 mm                    | 83,0 mm x 91,4 mm                    | 83,0 mm x 91,4 mm                               | 83,0 mm x 91,4 mm                               | 83,0 mm x 91,4 mm                               |
| Cilindrada                     | 2967 cm³                         | 2967 cm³                         | 2967 cm³                                | 2967 cm³                         | 2967 cm³                         | 2967 cm³                             | 2967 cm³                             | 2967 cm³                             | 2967 cm³                                        | 2967 cm³                                        | 2967 cm³                                        |
| Relación de compresión         |                                  |                                  | 16.8: 1                                 | 16.8: 1                          | 16.8: 1                          | 16.8: 1                              | 16.8: 1                              | 16.0: 1                              | 16.0: 1                                         | 15.5: 1                                         | 15.5: 1                                         |
| Potencia máxima: CV (kW) @ rpm | 190 CV (140 kW) @ 3250-5000      | 190 CV (140 kW) @ 2750-5000      | 204 CV (150 kW) @ 3250-4500             | 218 CV (160 kW) @ 4000-5000      | 218 CV (160 kW) @ 3250-5000      | 245 CV (180 kW) @ 4000-4500          | 245 CV (180 kW) @ 4000-4500          | 272 CV (200 kW) @ 3500-4250          | 313 CV (230 kW) @ 3900-4500                     | 320 CV (235 kW) @ 3900-4600                     | 326 CV (240 kW) @ 4000-4500                     |
| Par máximo: Nm @ rpm           | 400 Nm @ 1250-3250               | 500 Nm @ 1250-2500               | 400 Nm @ 1250-3500                      | 400 Nm @ 1250-3750               | 500 Nm @ 1250-3000               | 580 Nm @ 1750-2500                   | 580 Nm @ 1750-2500                   | 580 Nm @ 1250-3250                   | 650 Nm @ 1450-2800                              | 650 Nm @ 1400-2800                              | 650 Nm @ 1400-2800                              |
| Tracción                       | Delantera                        | Total (Quattro)                  | Delantera / Total (Quattro)             | Delantera                        | Total (Quattro)                  | Total (Quattro)                      | Total (Quattro)                      | Total (Quattro)                      | Total (Quattro)                                 | Total (Quattro)                                 | Total (Quattro)                                 |
| Transmisión                    | Automática 7 velocidades         | Automática 7 velocidades         | Multitronic / Automática, 7 velocidades | Automática, 7 velocidades        | Automática, 7 velocidades        | Automática, 7 velocidades            | Automática, 7 velocidades            | Automática, 7 velocidades            | Automática, 8 velocidades                       | Automática, 8 velocidades                       | Automática, 8 velocidades                       |
| Peso                           | 1830 kg                          | 1900 kg                          | 1770-1860 kg                            | 1830 kg                          | 1900 kg                          | 1860 kg                              | 1895 kg                              | 1905 kg                              | 1925 kg                                         | 1970 kg                                         | 2000 kg                                         |
| Aceleración 0–100 km/h         | 8.2 s                            | 7.7 s                            | 7.4-7.9 s                               | 7.3 s                            | 6.8 s                            | 6.3 s                                | 6.4 s                                | 5.7 s                                | 5.3 s                                           | 5.2 s                                           | 5.1 s                                           |
| Velocidad máxima               | 230 km/h                         | 230 km/h                         | 235 km/h                                | 239-241 km/h                     | 239 km/h                         | 250 km/h (Limitada electrónicamente) | 250 km/h (Limitada electrónicamente) | 250 km/h (Limitada electrónicamente) | 250 km/h (Limitada electrónicamente)            | 250 km/h (Limitada electrónicamente)            | 250 km/h (Limitada electrónicamente)            |
| Consumo combinado (L/100 km)   | 4.5                              | 5.1                              | 5.1-5.8                                 | 4.5-4.7                          | 5.2                              | 5.9-6.0                              | 5.9                                  | 5.2                                  | 6.4                                             | 6.1                                             | 6.1                                             |

## Audi A7 C8 (2018-presente)
El Audi A7 Sportback C8 (Typ 4K) es un vehículo Liftback cinco puertas producido por Audi AG. El A7 se produce en la fábrica de Audi en Neckarsulm. La presentación se llevó a cabo el 19 de octubre de 2017 en el estudio de diseño de Audi en Ingolstadt, sin embargo, el lanzamiento al mercado comenzó a finales de febrero de 2018. Como número de identificación de vehículo el A7 C8 tiene el código de serie 'F2', igual que el Audi A6 C8. Audi trabaja con este vehículo con el bloque de construcción modular longitudinal.
En abril de 2019 se presentó el S7. Primeramente se equipó con un motor a diésel.

### Tecnología
La plataforma del A7 C8 utiliza una construcción compuesta acero-aluminio. Su carrocería ya no se asemeja a la de su antecesor. y ahora tiene una mayor rigidez.
Al momento de su lanzamiento se ofreció el A7 con un motor de 340 PS seis cilindros a gasolina, que también se usa en el Audi A8 D5. Poco después del inicio de producción vienen motorizaciones adicionales.
El agregado del seis cilindros obtiene 48 voltios de tensión por medio de una batería de iones de litio que forma junto con la correa y el generador de encendido la tecnología MHEV (vehículo eléctrico híbrido suave, por sus siglas en inglés) Este provoca un arranque casi imperceptible. Con los modelos de cuatro cilindros se ejecuta un sistema de 12V. Con el motor V6 es posible la función de vuelo sin motor (o deslizamiento) entre 55 y 150 km/h.
Como equipo básico el A7 tiene un tren de aterrizaje con resortes de acero, mientras que la suspensión neumática se puede obtener bajo pedido. Además se puede pedir la dirección en las cuatro ruedas, que, junto con el sistema de dirección de las ruedas traseras puede hacer uso de una superposición de engranajes al eje delantero de hasta 5 grados durante velocidades bajas. Esto trae una reducción en el tamaño del radio de giro de 1.1 m. A partir de los 60 km/h las ruedas traseras se orientan en la dirección de las delanteras. El eje delantero está conectado de manera compleja.
El A7 C8 puede ser equipado con sistema de asistencia de conducción de hasta nivel 39; se procesa la información de cinco cámaras y sensores de radar, sensores ultrasónicos y un escáner láser en un dispositivo de control de asistencia al conductor (zFAS).
El infoentretenimiento también se maneja con un sistema de control por voz.

#### Versión híbrida enchufable

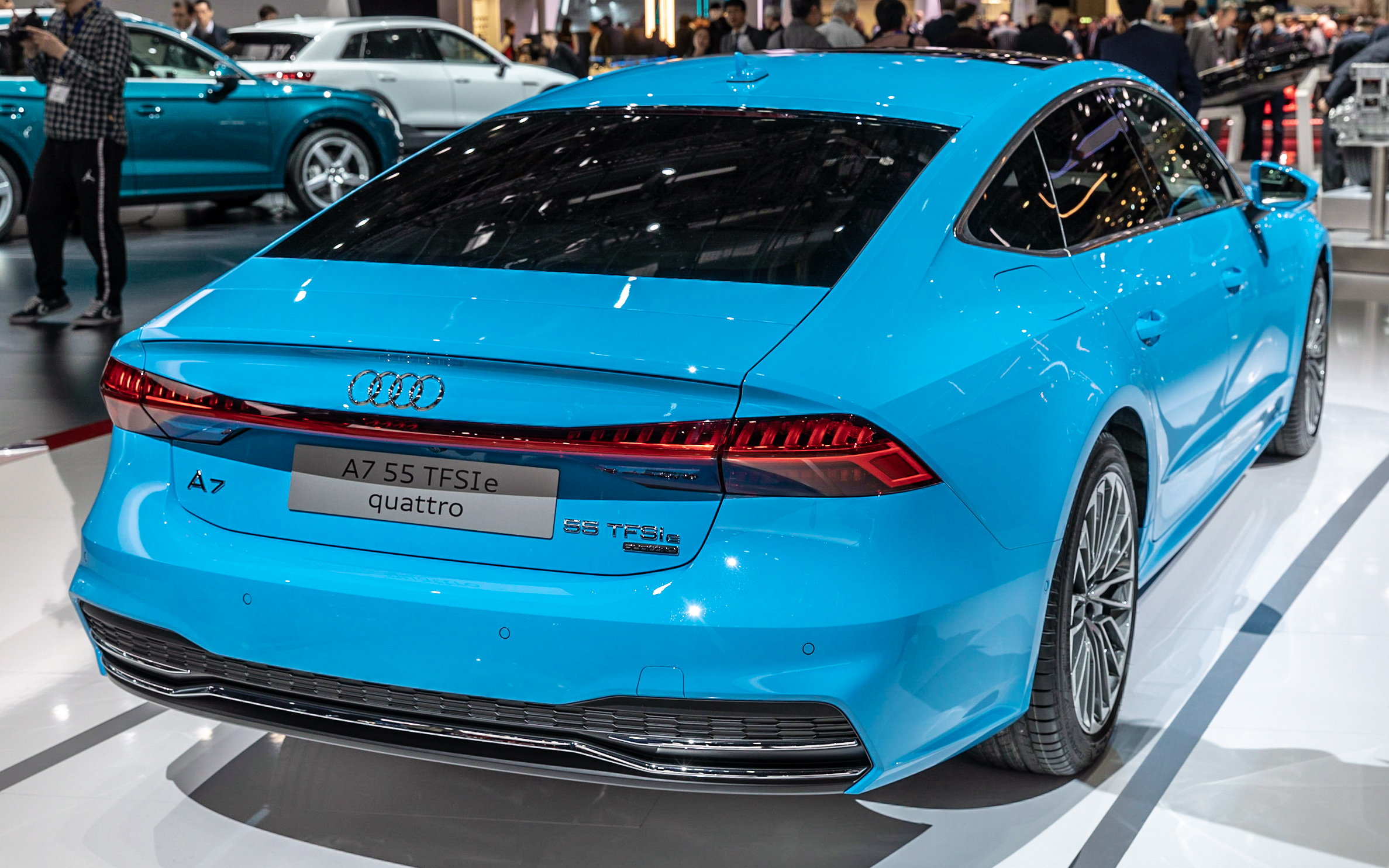
En el Salón Internacional del Automóvil de Ginebra de 2019.

En 2019, Audi presentó una versión híbrida enchufable del modelo. El nuevo Audi A7 Sportback 55 TFSIe quattro híbrido enchufable cuenta con un tren motriz que está compuesto por un motor de gasolina de 2.0 litros turboalimentado que genera una potencia de 252 caballos de fuerza y 272 libras-pie de par, mientras que el motor eléctrico genera una potencia de 140 PS (caballos de fuerza) (105 kW) y un torque de 258 libras-pie.
En total, la potencia es de 392 PS y el toque es de 368 libras-pie, integrando una transmisión S tronic de siete velocidades, que utiliza tecnología ultra para transferir el par motor a una transmisión quattro ultra.
Su rango de autonomía alcanza los 40 kilómetros tan solo en modo eléctrico, facilitando incluso conducir a una velocidad de 135 km/h sin gastar combustible. Incluye una batería de iones de litio de 14.1 kWh, misma que está integrada en la parte trasera del vehículo, específicamente debajo del espacio de la cajuela, lo que no afecta su espacio de carga pues el auto cuenta con 1,235 litros de almacenamiento en la cajuela. Al contar con la tracción integral quattro, este A7 PHEV se convierte también en el primer modelo de lujo en ofrecer tracción total y ser híbrido enchufable a su vez. Cuenta con dos modos de manejo empezando por el EV (vehículo eléctrico), que es cuando el auto puede circular únicamente en modo eléctrico y el modo híbrido que combina ambos motores dependiendo de las exigencias en el manejo. Está adaptado para que su carga se complete al 100% en dos horas y media, esto en un cargador de 400 voltios y en un cargador doméstico de 230 voltios en aproximadamente 7 horas.

### RS7

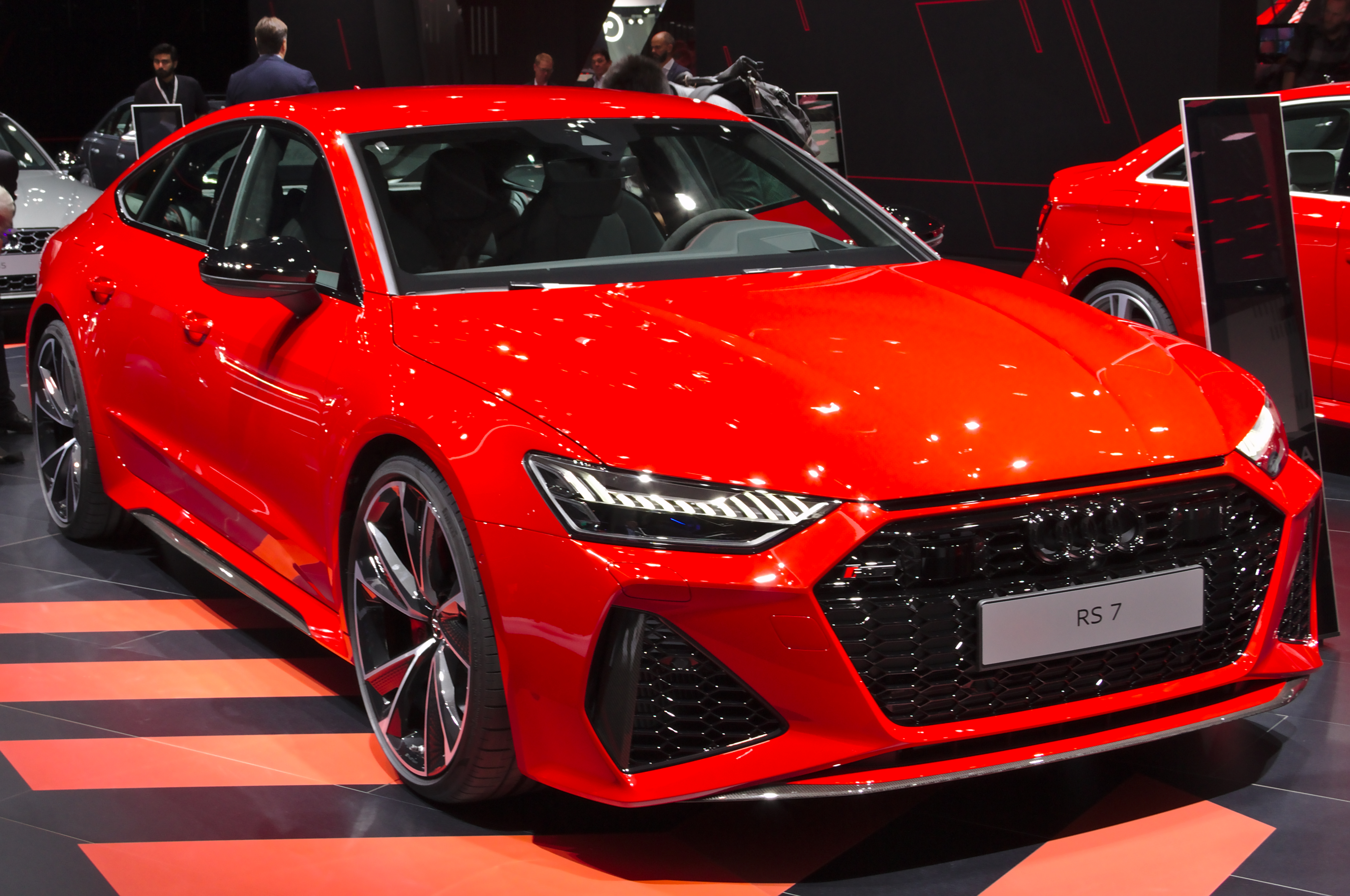
Audi RS7

En septiembre de 2019 Audi anunció el RS7, que cuenta con una parrilla de acabado tipo panal, tomas de aire más grandes y los 1.95 metros de ancho. Atrás cuenta con luces traseras dinámicas por todo lo ancho, un difusor trasero específico para los modelos RS, dos salidas de escape ovales y un alerón que sólo se despliega cuando el RS7 alcanza los 100 km/h. De serie lleva rines de 21 pulgadas, pero hay opción a unos de 22. El tratamiento RS de la cabina se refleja en un volante forrado en Alcántara y asientos deportivos con tapicería en piel Nappa negra con patrones de rombos.
Bajo el cofre se encuentra un motor V8 TFSI de 4.0 litros, capaz de generar 600 hp y 590 lb-pie, asociado a una transmisión automática de ocho velocidades. Audi promete una aceleración de 0 a 100 km/h en 3.6 segundos y una velocidad tope de 250 km/h, que se puede extender a 280 o 305 km/h con los paquetes opcionales Dynamic y Dynamic Plus.
La tracción integral Quattro, envía el 40% de la tracción al frente y el 60% restante atrás gracias a un diferencial mecánico central. Si una llanta pierde tracción, el sistema enviará más par al otro eje: hasta 70% al delantero y hasta 85% al trasero.
La suspensión de aire adaptativa RS se incluye de serie y cuenta con tres modos de operación. En su posición normal, el RS7 ya es 20 mm más bajo que un A7; a 120 km/h, la suspensión baja otros 10 mm, aunque se puede elevar 20 mm en caso de que el conductor lo solicite. La amortiguación variable, además, permite volverlo más suave o más rígido según las condiciones del camino. Otra de las opciones que Audi pone a disposición del RS7 es un sistema de dirección integral, capaz de girar las llantas traseras para mejorar el paso por curva y el radio de giro, lo que facilitará maniobras en espacios reducidos.
El motor puede desactivar los cilindros 2, 3, 5 y 8 si la demanda del acelerador es poca; al requerirlos, se reactivarán en milisegundos. El RS7, al igual que otros modelos de Audi, incluye un sistema microhíbrido que le permite circular con el motor apagado bajo circunstancias específicas. Gracias a un generador de 48 V, el RS7 puede recuperar hasta 12 kW de la aceleración y convertirlos en electricidad. A velocidades entre 55 y 160 km/h, si la carga es suficiente, el RS7 puede funcionar con el motor apagado; el sistema start & stop lo aprovecha para apagar el motor a partir de 22 km/h. Según Audi, esta tecnología permite ahorrar hasta 0.8 litros de gasolina cada 100 kilómetros.

### Mercadotecnia
Audi se asoció con Sony Pictures Entertainment para lanzar contenido digital exclusivo antes del lanzamiento de Spider-Man: Lejos de casa; incluido un corto titulado  “Science Fair” donde se muestra el autoconcepto eléctrico Audi e-tron GT.

«Asociarnos con Sony Studios nos da una oportunidad ideal para presentar la ofensiva eléctrica de Audi en un ambiente espectacular y para adaptar esta importante tecnología para una audiencia altamente involucrada. Por lo tanto la publicidad indirecta juega un papel significativo en la nueva estrategia de la marca.»
Sven Schuwirth, director de marca de Audi, negocios digitales y experiencia del cliente en AUDI AG.

La colocación de vehículos Audi en “Spider-Man: Lejos de casa” incluye el totalmente eléctrico Audi e-tron y los nuevos Audi A7 y Audi Q8. Los vehículos Audi también hicieron una aparición en la premier de Hollywood de “Spider-Man: Lejos de casa” en el verano de 2019.

### Galería
|                                            |
| En el Salón del Automóvil de París de 2018 |

|                                            |
| Un Audi A7 Sportback TFSI quattro en Japón |

|                           |
| Vista posterior izquierda |

|                                                        |
| Tablero de instrumentos de un Audi A7 Sportback 50 TDI |

|                                                                         |
| Audi A7 Sportback 55 TFSIe en el Salón del Automóvil de Ginebra de 2019 |